# Хупотский, Пётр Макарович
Пётр Макарович Хупотский (1837—1890) — русский педагог; бакалавр МДА.

## Биография
Пётр Хупотский родился в 1837 году в семье священника Георгиевской церкви в Казачьей слободе города Данкова Рязанской губернии Макария Петровича Хупотского; старший брат Варвары Макаровны Хупотской, которая также стала педагогом и преподавала в Санкт-Петербургском Воздвиженском училище. В Рязанской епархии получил начальное и среднее образование. В 1856 году, по окончании курса в Рязанской духовной семинарии, поступил в Московскую духовную академию, где и окончил курс первым магистром в 1860 году. 

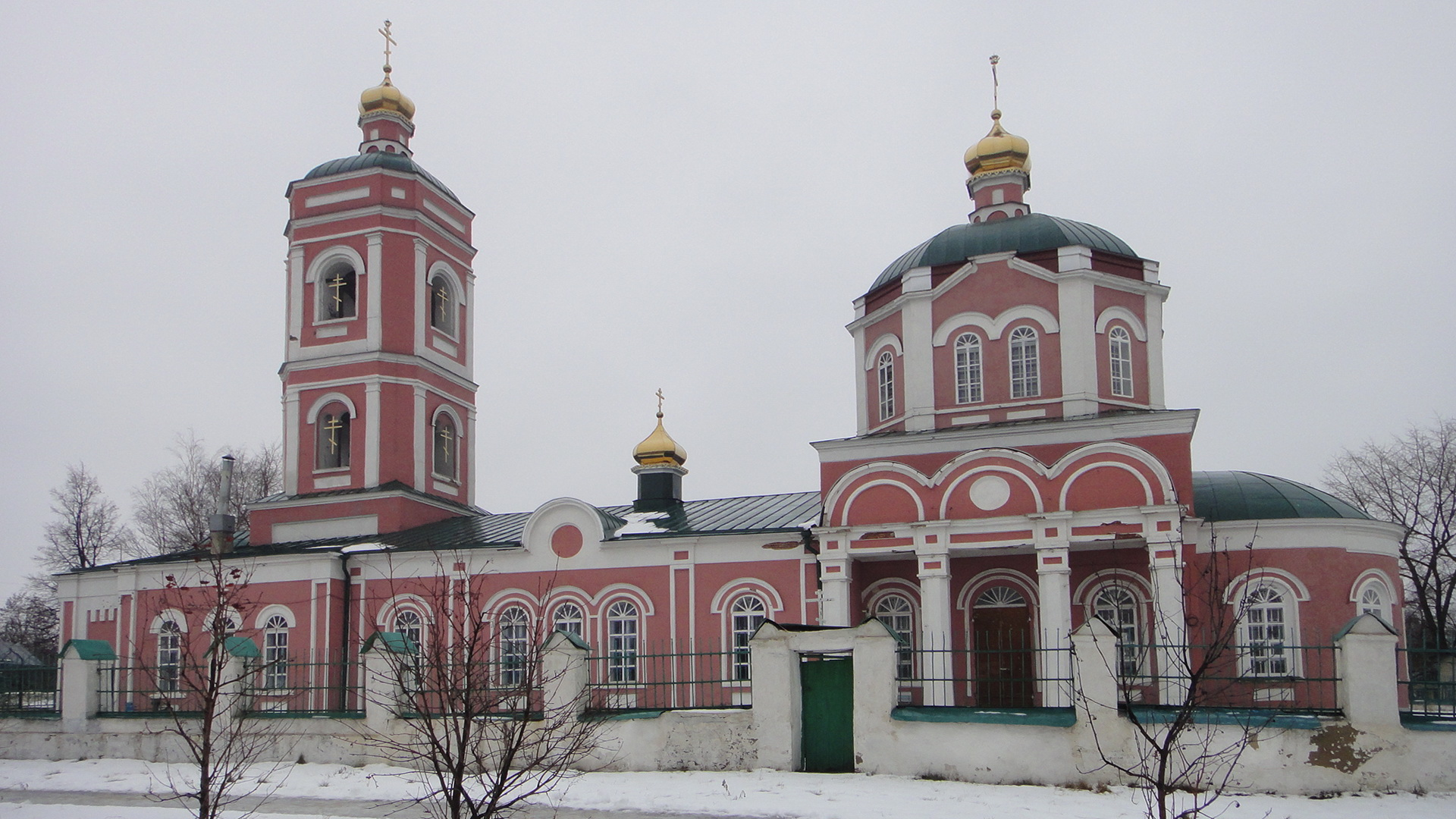
Казачья Георгиевская церковь (Данков)

Как лучший ученик академии, он был оставлен в МДА преподавателем, определенный 31 августа 1860 года бакалавром по кафедре философских наук, причем ему поручено было преподавание опытной психологии и нравственной философии; а за отсутствием профессора философии В. Д. Кудрявцева-Платонова, который на весь 1861 год был приглашен к Высочайшему двору для преподавания философских предметов наследнику цесаревичу Николаю Александровичу, Хупотский преподавал и метафизику с историей древней философии. Кроме того, он с 30 мая 1862 года состоял помощником инспектора академии. 
Хупотский прослужил в академии не долго; считая себя нравственно обязанным оказывать помощь своему многочисленному семейству после смерти отца и содержать двух младших братьев, перемещенных им из Рязанской в Вифанскую духовную семинарию, П. Хупотский крайне нуждался в средствах при тогдашних незначительных окладах содержания по духовно-учебному ведомству. А так как в то время был спрос на преподавателей философских предметов в университетах, то Хупотский воспользовался приглашением попечителя Санкт-Петербургского учебного округа графа И. Д. Делянова и подал прошение об увольнении из духовного звания и переводе в ведомство Министерства Народного Просвещения Российской империи. 
Для всестороннего приготовления к профессорской кафедре П. М. Хупотский был на два года командирован за границу. Эти два года (1865—1867) он провел в Геттингенском и Йенском университетах и слушал, среди прочих, лекции известного философа Лотце. По возвращении из-за границы Хупотский, как посланный туда не от университета, а от министерства, до представления и защиты докторской диссертации мог занять кафедру в каком-либо из русских университетов лишь в звании доцента. И он очень озабочен был написанием докторской диссертации, как это видно из одного, относящегося к 1868 году, письма его к ректору Московской духовной академии протоиерею А. В. Горскому; но он так и не написал её. Не пристроился он и к какому бы то ни было университету, хотя в 1868 году, судя по тому же письму Хупотского, министерство и указывало ему на две вакантные философские кафедры — в Киеве и Харькове. Ему удалось устроиться преподавателем логики лишь в гимназиях, например, Владимирской и Московской частной гимназии Креймана. Некоторое время он был преподавателем русского языка в Александровском военном училище. В Москве состоял он также членом комиссии народных чтений и писал небольшие статьи и заметки в газеты и журналы. 
С 1887 года у Петра Макаровича Хупотского стали замечаться в нем признаки психического расстройства, а 1 сентября 1888 года он помещен был в Московскую Преображенскую больницу для душевнобольных (ныне Психиатрическая больница № 3 имени В. А. Гиляровского) и провел в ней два года, а скончался, отправляясь в путешествие на Афон, в Киеве, также в психиатрической лечебнице, 12 марта 1890 года. 
Не вполне благоприятно сложившаяся жизнь не представила П. М. Хупотскому возможности обнаружить свои умственные дарования в каких-либо крупных учёно-литературных трудах. Самая магистерская диссертация его «О трудах Оригена в изъяснении новозаветных книг Святого Писания», писанная по предмету общей церковной истории и под руководством профессора МДА, протоиерея А. В. Горского, только отчасти напечатана в «Прибавлениях к творениям Святых Отцов», издававшихся при Московской духовной академии, за 1861 г. (часть XX, стр. 100—144). По предмету же специальности Хупотского известна ещё речь его «О значении слова в умственном развитии человека», напечатанная в книге: «Годичный отчет и речи, произнесенные 2 октября 1875 года в Московской частной гимназии Франца Креймана», Москва, 1875. В том и другом труде Хупотского видны хорошее знание древних и новых языков, обширная эрудиция, глубина мысли и широта взглядов автора.
По отзывам современников, как человек, «Хупотский имел характер живой, отзывчивый и общительный; всякому готов был оказать возможные для него услуги; был одушевлен наилучшими стремлениями и широкими замыслами». После Хупотского осталось много бумаг, представляющих отрывки из лекций по предметам, которые он преподавал, неоконченные статьи по философии, религии, иудейской теософии и другим предметам, переводы с немецкого и других языков, библиографические заметки и его переписка.